# Diebziger Busch
Koordinaten: 51° 52′ 10″ N, 11° 56′ 54″ O

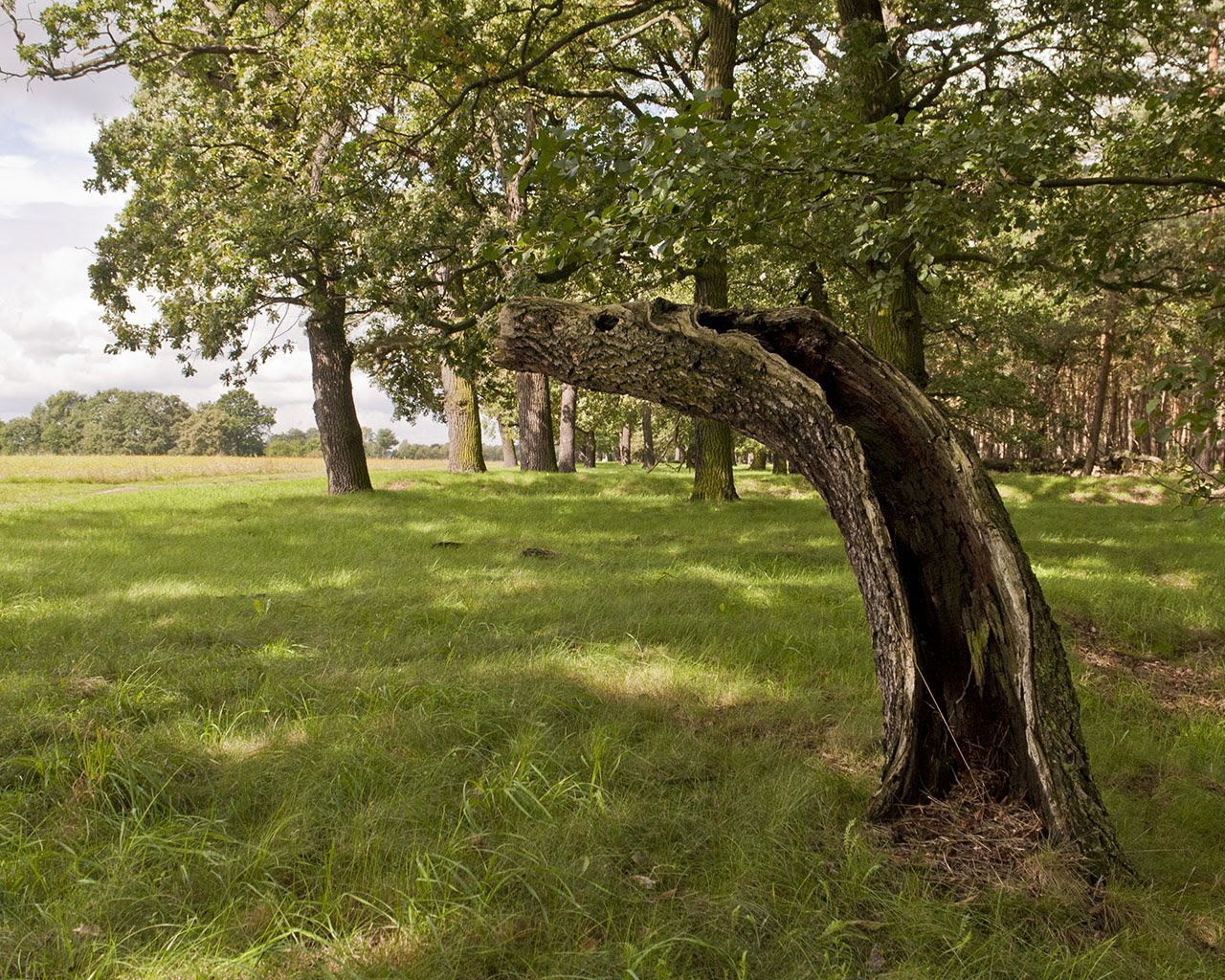
Eichen im Diebziger Busch

Der Diebziger Busch ist ein Naturschutzgebiet in der Gemeinde Osternienburger Land im Landkreis Anhalt-Bitterfeld in Sachsen-Anhalt.
Das Naturschutzgebiet mit dem Kennzeichen NSG 0087 ist rund 394 Hektar groß. Es ist nahezu vollständig Bestandteil des FFH-Gebietes „Diebziger Busch und Wulfener Bruchwiesen“ und des Vogelschutzgebietes „Wulfener Bruch und Teichgebiet Osternienburg“ und vollständig vom Landschaftsschutzgebiet „Mittlere Elbe“ umgeben. Das Gebiet steht seit 2003 unter Schutz (Datum der Verordnung: 15. Dezember 2003). Es ersetzt das zum 1. Mai 1961 ausgewiesene, gleichnamige Naturschutzgebiet. Zuständige untere Naturschutzbehörde ist der Landkreis Anhalt-Bitterfeld.
Das Naturschutzgebiet liegt westlich von Aken (Elbe) im Biosphärenreservat Mittelelbe. Es stellt einen naturnahen Eichen-Ulmen-Hartholzauwald in der Elbetalniederung unter Schutz. Der Wald ist durch den Elbedeich von der Elbe getrennt, so dass Überschwemmungen bei Elbehochwasser ausbleiben. Der Auwald wird von Feldahorn, Stieleiche, Feld- und Flatterulme geprägt. Daneben sind Wildbirne und Wildapfel zu finden. Die Strauchschicht wird von den Weißdornarten Eingriffeliger und Zweigriffeliger Weißdorn, Blutrotem Hartriegel, Europäischem Pfaffenhütchen, Gewöhnlichem Schneeball und Schwarzem Holunder gebildet. Die Krautschicht wird u. a. von Großer Brennnessel, Knoblauchsrauke, Gefleckter Taubnessel und Ruprechtskraut gebildet. Außerdem sind Zittergrassegge, Riesenschwingel, Waldflattergras und Waldzwenke zu finden, die in Auwäldern, die noch überfluten werden, nicht vorkommen.
Auf trockeneren Dünenstandorten stockt die Hainbuchen-Ausbildung des Eichen-Ulmen-Auwaldes mit Nickendem Perlgras und Schwalbenwurz. Stellenweise sind Auwaldbereiche durch Kiefernforste ersetzt worden. Neben den Wäldern liegen Grünland- und Ackerflächen im Naturschutzgebiet. Auf brachgefallenen, ehemaligen landwirtschaftlichen Nutzflächen siedeln Landreitgrasfluren. Die Wälder im Naturschutzgebiet verfügen über wertvolle Alt- und Totholzbestände.
Das Naturschutzgebiet ist u. a. Lebensraum für Wespenbussard, Rot- und Schwarzmilan und Habicht. Auch der Schwarzstorch lebt zeitweise im Naturschutzgebiet.
Das Naturschutzgebiet ist größtenteils von landwirtschaftlichen Nutzflächen umgeben. Die Landesstraße 149 zwischen Diebzig und Lödderitz verläuft durch das Gebiet und begrenzt es südlich von Diebzig. Ein Abschnitt der Taube durchfließt den Diebziger Busch und begrenzt das Naturschutzgebiet nordwestlich von Diebzig.